# Dick Raaijmakers

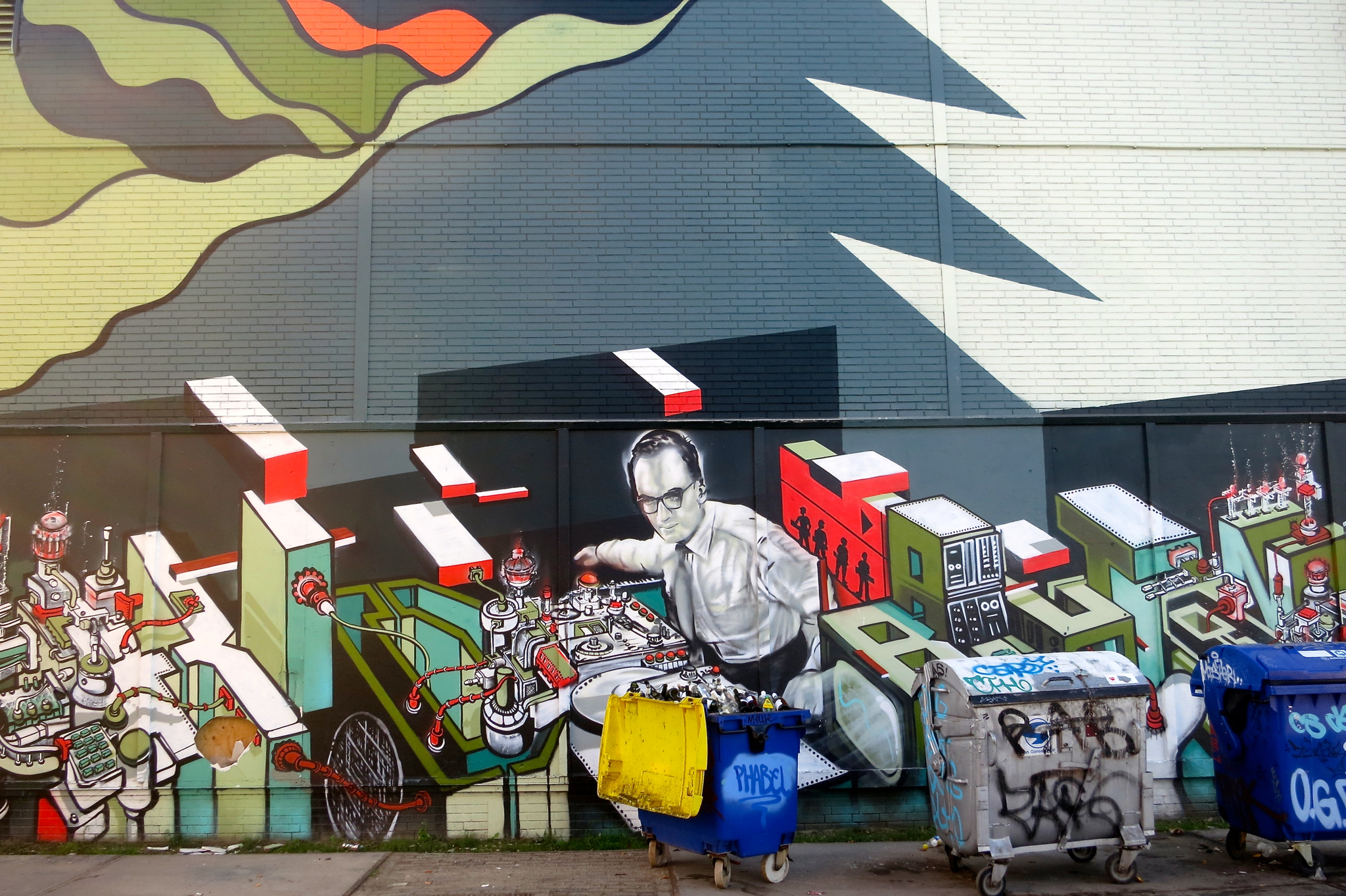
Raaijmakers (Mauer in Eindhoven)

Dick Raaijmakers (* 1. September 1930 in Maastricht; † 4. September 2013 in Den Haag) war ein niederländischer Komponist, Performance- und Installationskünstler.

## Leben und Werk
Raaijmakers studierte bis 1953 am Koninklijk Conservatorium Den Haag. Von 1954 bis 1960 arbeitete er bei Philips auf dem Gebiet der Elektroakustik, danach war er bis 1962 wissenschaftlicher Mitarbeiter an der Rijksuniversiteit te Utrecht. Von 1963 bis 1966 betrieb er mit Jan Boerman ein Studio für elektroakustische Musik
in Den Haag. Bis 1995 unterrichtete er elektronische Musik, ab 1991 elektronische Musik für Musiktheater am Koninklijk Conservatorium in Den Haag.
In den frühen 1960er Jahren komponierte Raaijmakers eine Reihe elektroakustischer Werke wie Vijf canons, Flux und Plumes. Zwischen 1967 und 1972 entstanden "photokinetische Objekte", die 1971 im Amsterdamer Stedelijk Museum und 1972 im Gemeentemuseum Den Haag ausgestellt wurden. 1976 entstand De grafische methode tractor und 1979 De grafische methode fiets, zwei Stücke, die auf der Arbeit des Filmpioniers Etienne-Jules Marey basierten. 1977 entstand die audiovisuelle Produktion Mao leve!.
Zwischen 1981 und 1984 schuf Raaijmakers eine Serie von Produktionen für Tonband, Film, Theater und Schlagwerkensemble, die um den Film Night Owls von Laurel und Hardy kreisten (Shhh!, The Microman, The Soundman, The Soundwall, Ow! und Come on!). Die Serie, zu der Raaijmakers die Musik komponierte, wurde 1984 beim Holland Festival aufgeführt. 
1983 entstand Ping-Pong, eine Stereo-Radioproduktion über ein Tischtennisspiel zwischen Louis Andriessen und Cornelis de Bondt. Im Folgejahr wurde Ekstase (in memoriam Josine van Droffelaar) aufgeführt, für das Raaijmakers den Matthijs Vermeulenprijs erhielt. 1985 entwarf er eine Neonplastik für den Neubau des Städtischen Konservatoriums Groningen.
In den 1990er Jahren entstand eine Reihe von Werken für das Musiktheater: Intona (1991), Dépons/Der Fall (1992), Die glückliche Hand/geöffnet (1993), Der Fall/Dépons (1993), De promenoir van Mondriaan, (1994), De val van Mussolini (1995) und Scheuer im Haag (1995). 

## Schriften
Raaijmakers ist der Verfasser mehrerer Essays, darunter
- De kunst van het machine lezen (1978)
- Kleine morfologie van de klank (2000)

## Ehrungen
- 1992: den Oeuvreprijs voor Beeldende Kunst der Stichting Beeldende Kunsten in Amsterdam
- 1995: den Kunstpreis der Stadt den Haag
- 2004: den Johan Wagenaar Oeuvreprijs.